# 佐久大学
佐久大学（さくだいがく、英語: Saku University、公用語表記: 佐久大学）は、長野県佐久市岩村田2384に本部を置く日本の私立大学。2008年創立、2008年大学設置。大学の略称は佐久大（さくだい）。

## 概要
2006年11月15日付の信濃毎日新聞の記事「佐久学園4年制大学を計画　看護学部 08年開学めざす」、2006年12月1日付の小諸新聞の記事では、新大学の名称は「信州佐久大学」とされていたが、2007年5月に公開された文部科学省への設置認可申請では、「佐久大学」として申請された。
設置者は学校法人佐久学園である。

## 沿革
- 2008年4月 - 佐久大学開学。
- 2009年4月 - 別科助産専攻を開設。
- 2012年4月 - 大学院を開設、信州短期大学が佐久大学信州短期大学部 へ名称変更
- 2016年4月 - 介護福祉学科から福祉学科に名称変更
- 2021年4月 - 人間福祉学部 人間福祉学科開設[1]
- 2022年4月 - 助産学専攻科開設

## 教育・研究

### 学部
- 看護学部
  - 看護学科
- 人間福祉学部
  - 人間福祉学科

### 大学院
- 看護学研究科
  - 看護学専攻（修士課程）

### 専攻科
- 助産学専攻科